# John Morgan (acteur)
Pour les articles homonymes, voir John Morgan et Morgan.
John Morgan (21 septembre 1930 à Aberdare Pays de Galles - 15 novembre 2004 à son domicile de Toronto) est un comédien canadien d'origine britannique.
Il joua de nombreux personnages dans les émissions de la télévision d'État anglophone en particulier le « Royal Canadian Air Farce » de 1993 à 2001 et son prédécesseur la radio de la CBC mais son plus attachant était l'écossais Jock McBile avec son accent rocailleux et savoureux. Un autre personnage fréquent était un candide un peu demeuré Mike de Canmore (Alberta).